# 안토니노 피촐라토
안토니노 피촐라토(이탈리아어: Antonino Pizzolato, 1996년 8월 20일~)는 이탈리아의 역도 선수이다. 2020년 하계 올림픽과 2024년 하계 올림픽 남자 미들급 종목에서 동메달을 획득했으며 세계 선수권 대회에서 동메달 1개(2017)를 획득했다.

## 개인사
동생인 파비오 피촐라토도 역도 선수이다.